# Василевич, Владимир Александрович
Влади́мир Алекса́ндрович Василе́вич (бел. Уладзімір Аляксандравіч Васілевіч; род. 1952, Минск, БССР) — белорусский фольклорист, этнограф, кандидат филологических наук (1979), заведующий кафедры этнологии и фольклористики факультета эстетичного образования БГПУ имени М. Танка, доцент. Сфера научных интересов: белорусская фольклористика, этнография и мифология. Сын писательницы Елены Василевич (1922—2021).

### Переводы
- Сімбірскія былі : аповесць, Люфанаў, Я. Д. : [для старэйшага школьнага ўзросту, Мінск : Мастацкая літаратура, 1980. — 287 c.][23]
- Пароль ― Надзея : аповесць, Зоя Васкрасенская [для старэйшага школьнага ўзросту, Мінск : Мастацкая літаратура, 1977. — 334 c.][24]
- Кароль Мацюсь першы ; Кароль Мацюсь на бязлюдным востраве: Аповесці-казкі, Януш Корчак [Пер. з пол. Я.І.Бяганскай, У. А. Васілевіча, Мн. : Юнацтва, 1998. — 460 c.] ISBN 5-7880-0769-0[25]